# 鄭文采
鄭 文采（チョン・ムンチェ、朝鮮語: 정문채、1915年12月25日 - 1996年5月18日）は、大韓民国の政治家。潘南面長、第5代韓国国会議員。本貫は河東鄭氏。

## 経歴
日本統治時代の全羅南道羅州郡出身。霊岩郡新北公立普通学校（現・新北初等学校）、大阪市通信大学法制学卒。全南官公使養成所修了。
大韓青年団潘南面団長、国民会羅州支部宣伝部長、羅州金融組合評議員、潘南面長、民主党羅州甲区党委員長・中央委員などを務めた。民主党が新旧派に分党になると新民党に参加した。
1996年5月18日、ソウル市江南区の自宅で死去。享年81。